# دييغو بولسن
دييغو ألفريدو بولسن كير (بالإسبانية: Diego Alfredo Paulsen Kehr)  (من مواليد 1 أغسطس 1987) هو سياسي تشيلي يشغل حاليًا منصب رئيس مجلس النواب  وعضو في مجلس النواب، يمثل المنطقة 22 من أراوكانيا. 
وهو أصغر شخص يتولى منصب رئيس مجلس النواب، حيث تم انتخابه في أبريل 2020 عن عمر 32 عامًا. بصفته رئيسًا لمجلس النواب، يحتل بولسن المرتبة الثالثة في سلسلة الخلافة الرئاسية، بعد وزير الداخلية والأمن العام ورئيس مجلس الشيوخ. 
تم انتخاب بولسن لأول مرة للكونغرس في عام 2013 ممثلاً للمقاطعة 49 من أراوكانيا ثم أعيد انتخابه في عام 2017 ممثلاً للمنطقة 22 التي تم إنشاؤها حديثًا. وهو عضو في حزب التجديد الوطني الليبرالي المحافظ.